# Tethyaster vestitus
Tethyaster vestitus is een kamster uit de familie Astropectinidae.
De wetenschappelijke naam van de soort werd, als Asterias vestita, in 1825 gepubliceerd door Thomas Say.